# Altniederländische Malerei

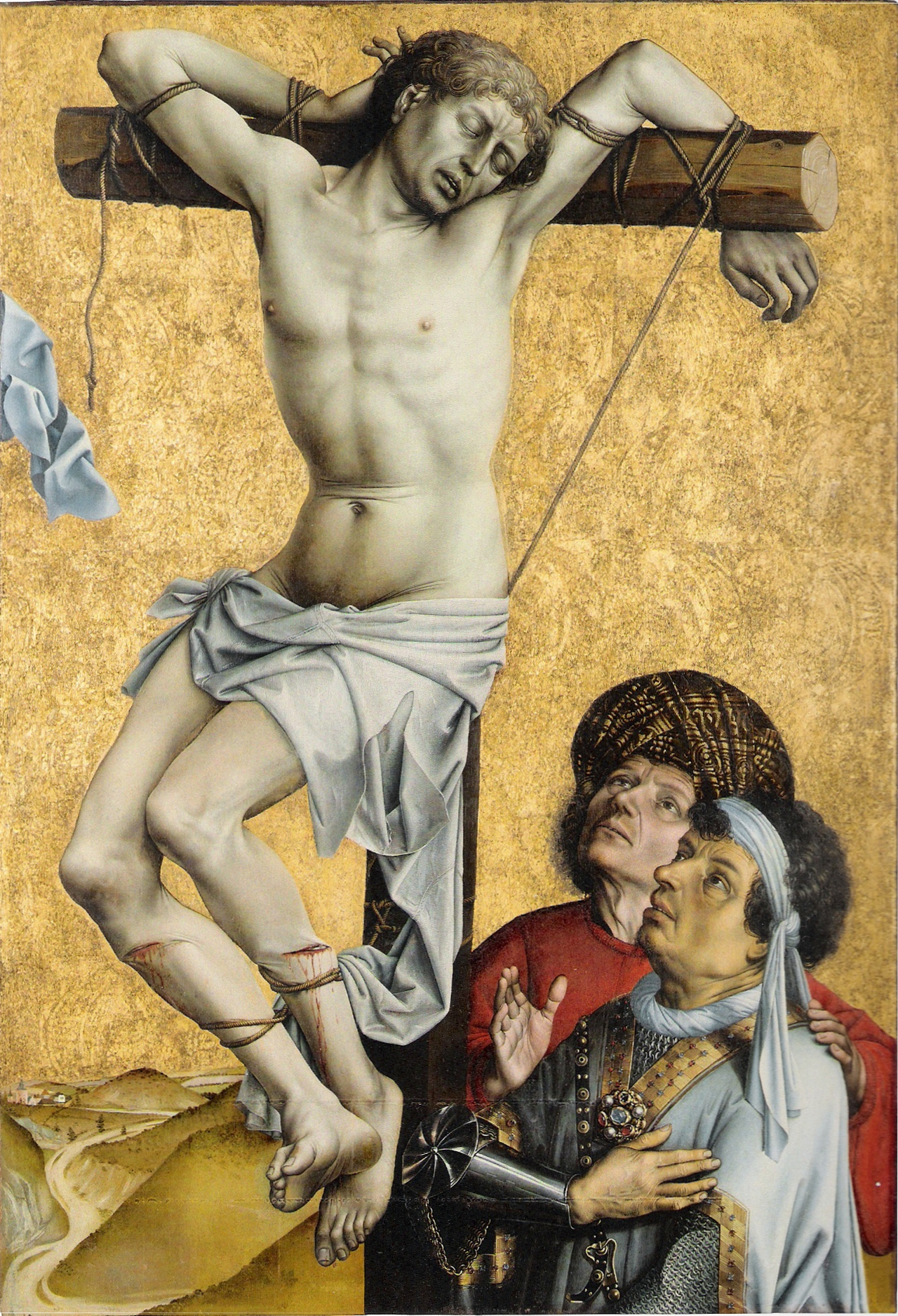
Meister von Flémalle: Der Schächer zur Linken Christi. Fragment eines Triptychons, vermutlich aus der Werkstatt Robert Campins (um 1430)

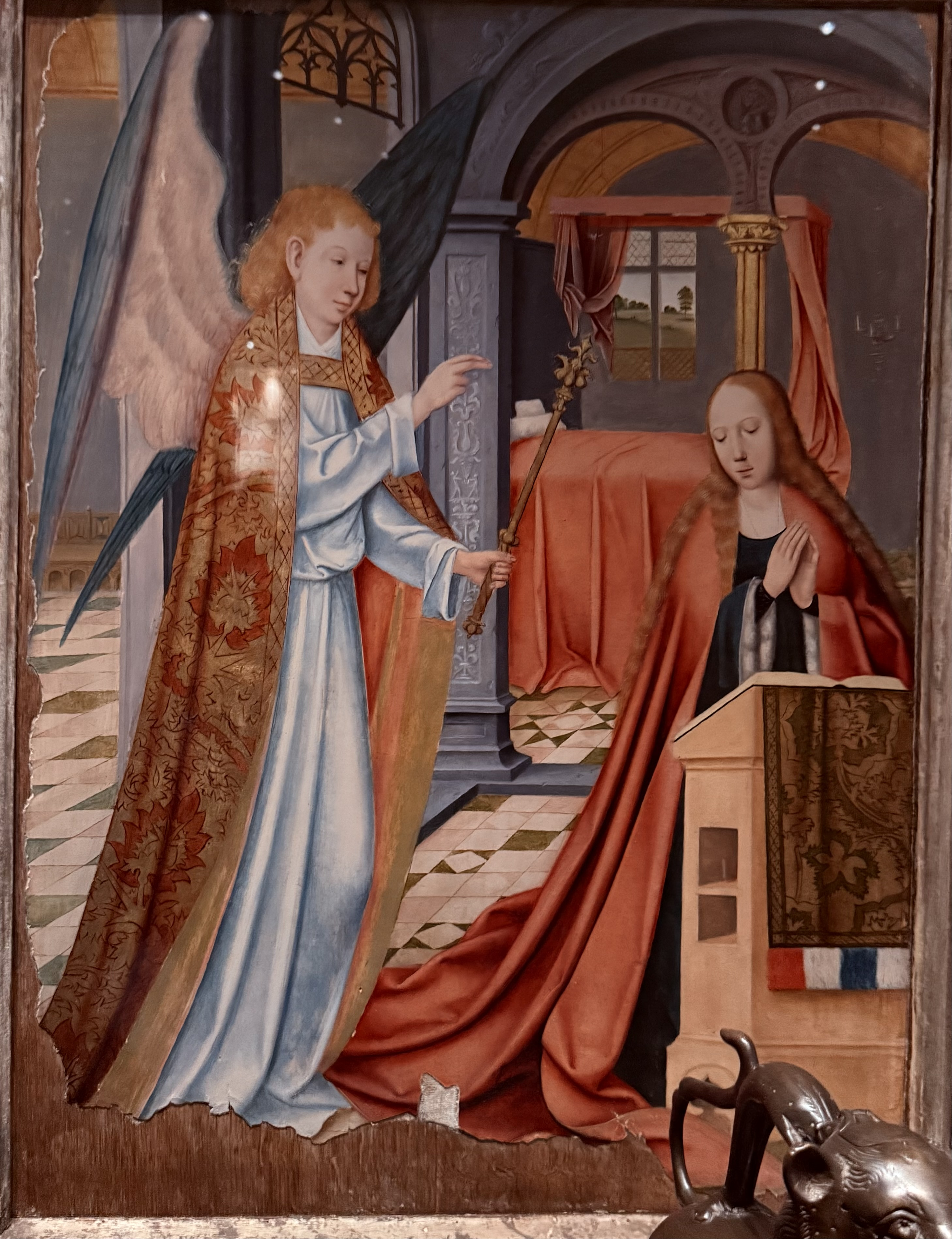
Verkündigung eines unbekannten Künstlers von 1500, Nationalmuseum Island

Altniederländische Malerei bezeichnet eine Epoche der niederländischen, insbesondere flämischen Malerei, die etwa im zweiten Viertel des 15. Jahrhunderts einsetzte und ungefähr ein Jahrhundert andauerte. Die Kunst der Spätgotik ging zu dieser Zeit in die Kunst der Frührenaissance über. Hatte sich in der Spätgotik, ausgehend von Frankreich, eine universelle Formensprache entwickelt, an der auch schon zahlreiche Meister des niederländischen Raumes beteiligt waren, so bildete sich dort jetzt eine erkennbar eigenständige regionale Malschule heraus, deren neue Errungenschaft eine die Porträtmalerei einschließende, wirklichkeitsgetreue Darstellung war.
Der Begriff Flämische Primitive (Primitifs flamands) ist eine aus der Kunstwissenschaft des 19. Jahrhunderts stammende Bezeichnung für die Künstlergruppe der Altniederländischen Malerei.

## Historischer Hintergrund

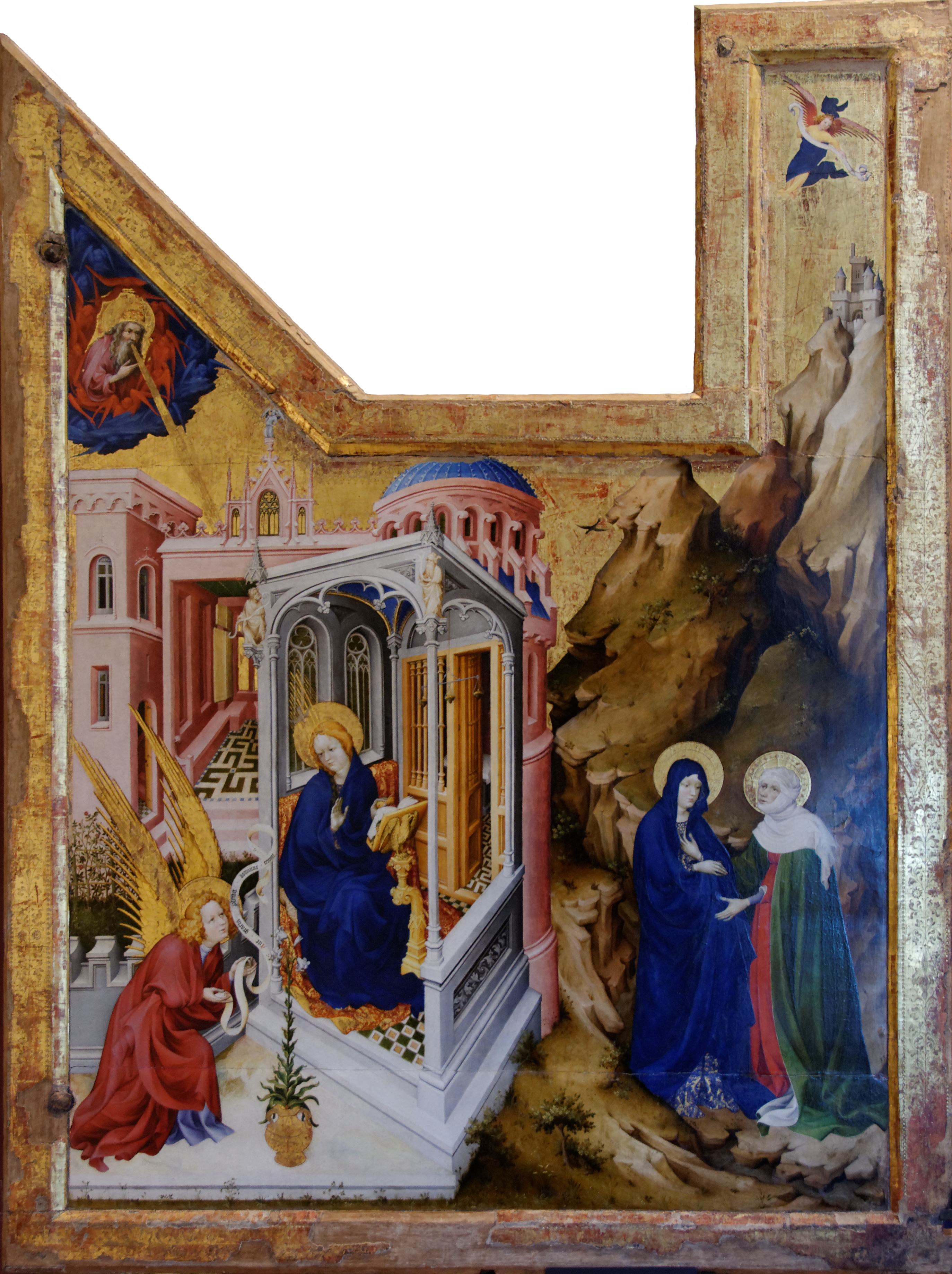
Melchior Broederlam: Verkündigung und Heimsuchung (1398)

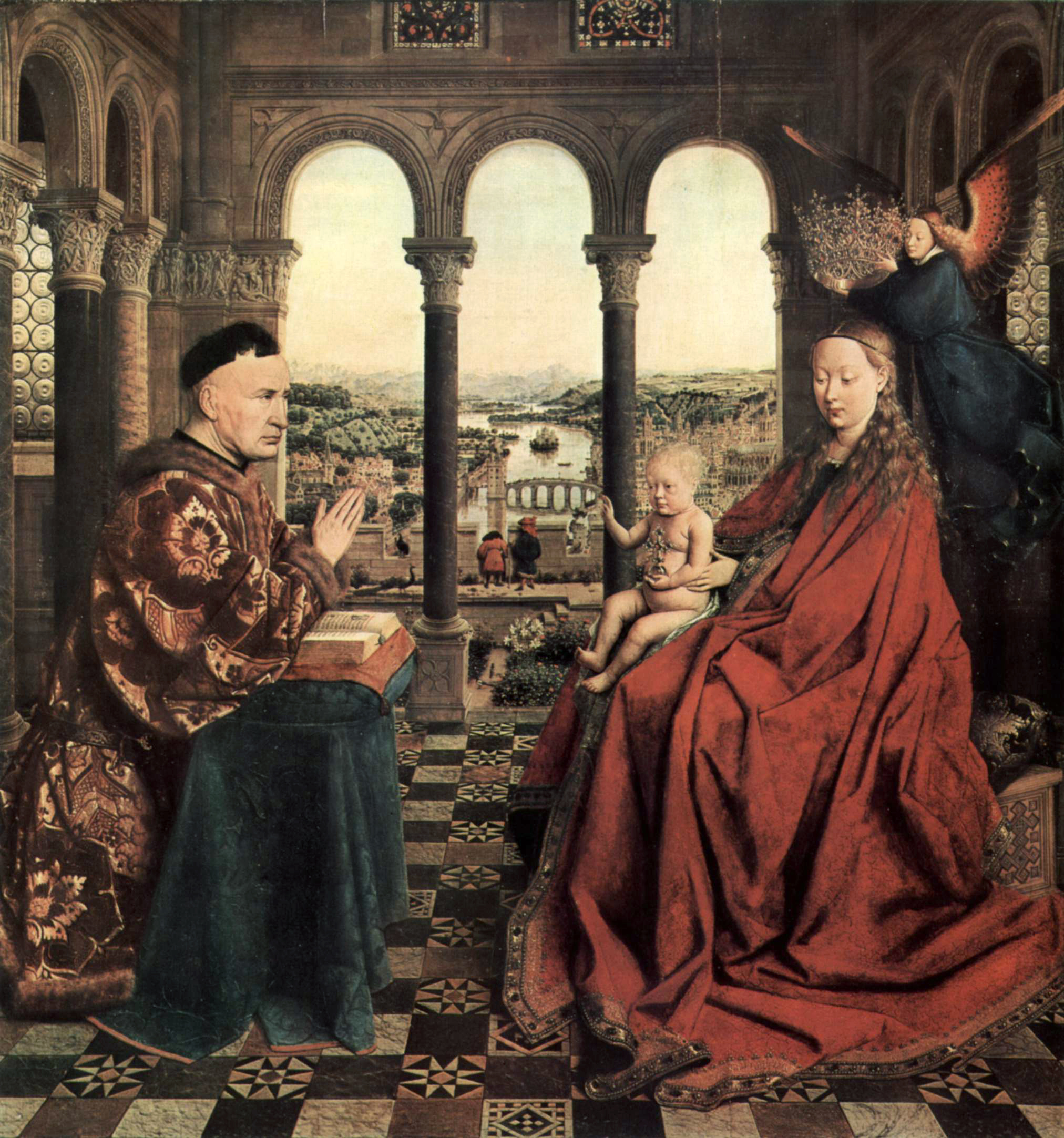
Jan van Eyck: Madonna des Kanzlers Rolin (1435)

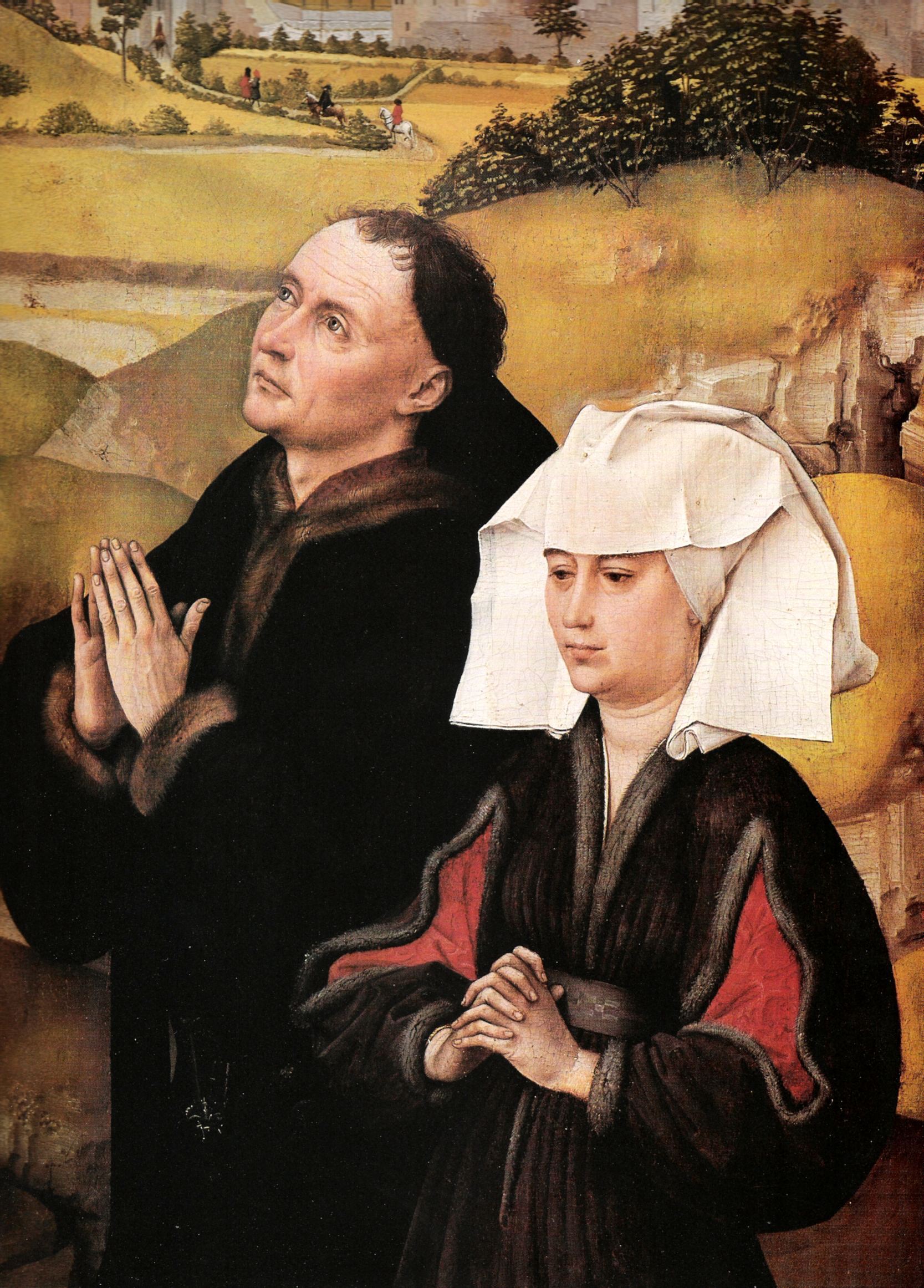
Rogier van der Weyden: Stifterehepaar, Porträts auf der Mitteltafel der Kreuzigung (um 1440–1445)

Seit dem 14. Jahrhundert hatte sich ein kultursoziologischer Wandel vollzogen: Weltliche Mäzene lösten die Kirche als wichtigsten Auftraggeber für Kunstwerke ab. Die höfische Kunstproduktion der Spätgotik, deren Zentrum Frankreich gewesen war, wurde bereits teilweise von Niederländern dominiert.
Die Niederlande waren durch das Haus Burgund auch herrschaftlich mit Frankreich verbunden, so dass es für flämische, wallonische und holländische Künstler leicht war, an den dortigen Höfen von Anjou, Orléans, Berry oder dem des französischen Königs Fuß zu fassen. Herausragende Meister dieser oft auch internationale Gotik genannten und über Burgund, Böhmen, Frankreich und Norditalien verbreiteten Kunst waren z. B. die Brüder von Limburg aus Geldern. In der niederländischen Ursprungsheimat blieben meist nur zweitrangige Kräfte zurück, wenn man von Ausnahmen wie Melchior Broederlam absieht.
Nach der Schlacht von Azincourt (1415) und dem Tod des Herzogs von Berry zog sich der burgundische Herzog Philipp der Gute nach Flandern zurück.
Die Übersiedlung des burgundischen Hofes nach Flandern ermöglichte den einheimischen Meistern beste Arbeitsbedingungen in ihrer eigenen Heimat. Die Abwanderung an die französischen Kulturzentren erübrigte sich nun. Es konnten sich regionale Malerschulen herausbilden. Vorher war die Meisterschaft von Ausnahmebegabungen wie etwa Jan Bondol, Johan Maelwael oder den Brüdern von Limburg vom „Internationalen Stil“ aufgesogen worden. Nun wurden aus franko-flämischen Künstlern Niederländer. Erwin Panofsky hat gar von der „Repatriierung des flämischen Genies“ gesprochen. Die neue niederländische Künstlergeneration bediente sich aber nicht mehr der universellen, gotischen Formsprache. Sie ist daher als spezifisch niederländische Schule zu bezeichnen.
Der Reichtum der Handelsmetropolen förderte diese Entwicklung noch zusätzlich. Auch bürgerliche Auftraggeber konnten sich nun auf kurzem Wege von den führenden Werkstätten beliefern lassen.
Eine Blütezeit der flämischen und brabantischen Städte (Brügge, Antwerpen, Gent, Brüssel, Ypern, Mechelen, Löwen) hatte die Patrizier zu ebenbürtigen Konkurrenten der Fürsten werden lassen, die diesen an Reichtum und Macht nicht nachstanden. Diese neben den Höfen und den Kirchen dritte Auftraggeber- und Mäzenatengruppe wirkte maßgeblich auf die Themenwahl der Künstler ein. Auch religiöse Kunstwerke, wie Altarbilder, wurden häufig nicht mehr direkt von der Kirche in Auftrag gegeben, sondern wurden beispielsweise auch von Kaufmannsgilden gestiftet.
Aufträge für den repräsentativen Gebrauch von Gemälden im eigenen Haus brachten eine völlig neue Kunstgattung hervor, die Porträtmalerei, und diese beförderte wiederum ein individualisierendes Element in der Kunst, das den ohnehin wirksamen Tendenzen ganz und gar entsprach.

## Merkmale der Altniederländischen Kunst

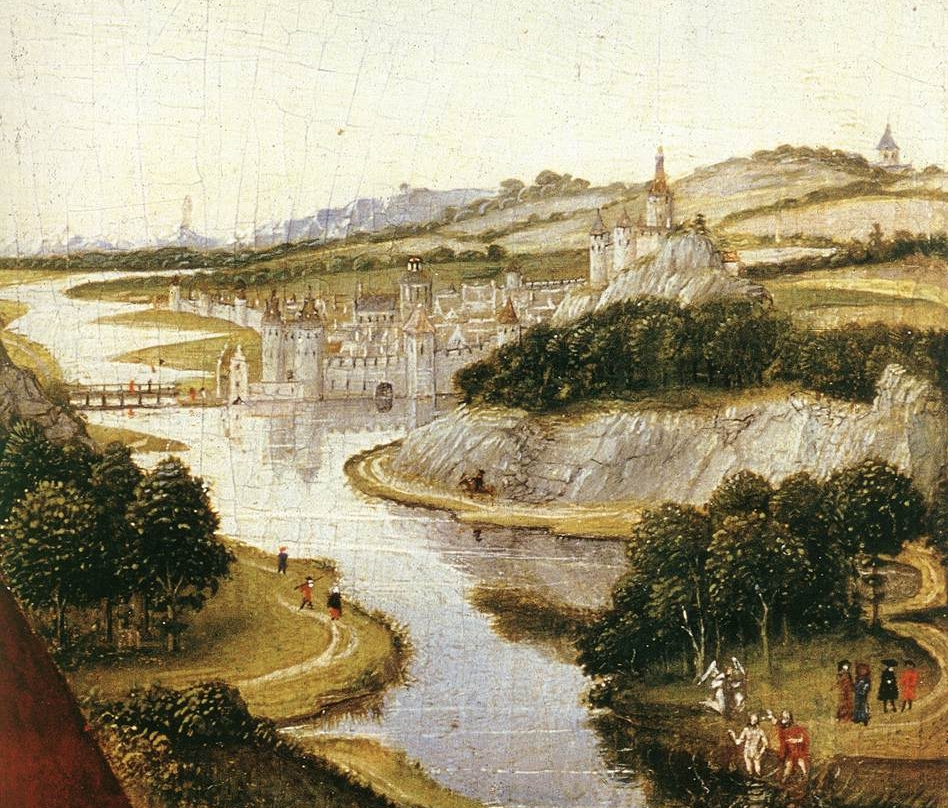
Rogier van der Weyden: Landschaft auf dem Triptychon der Familie Braque (um 1450)

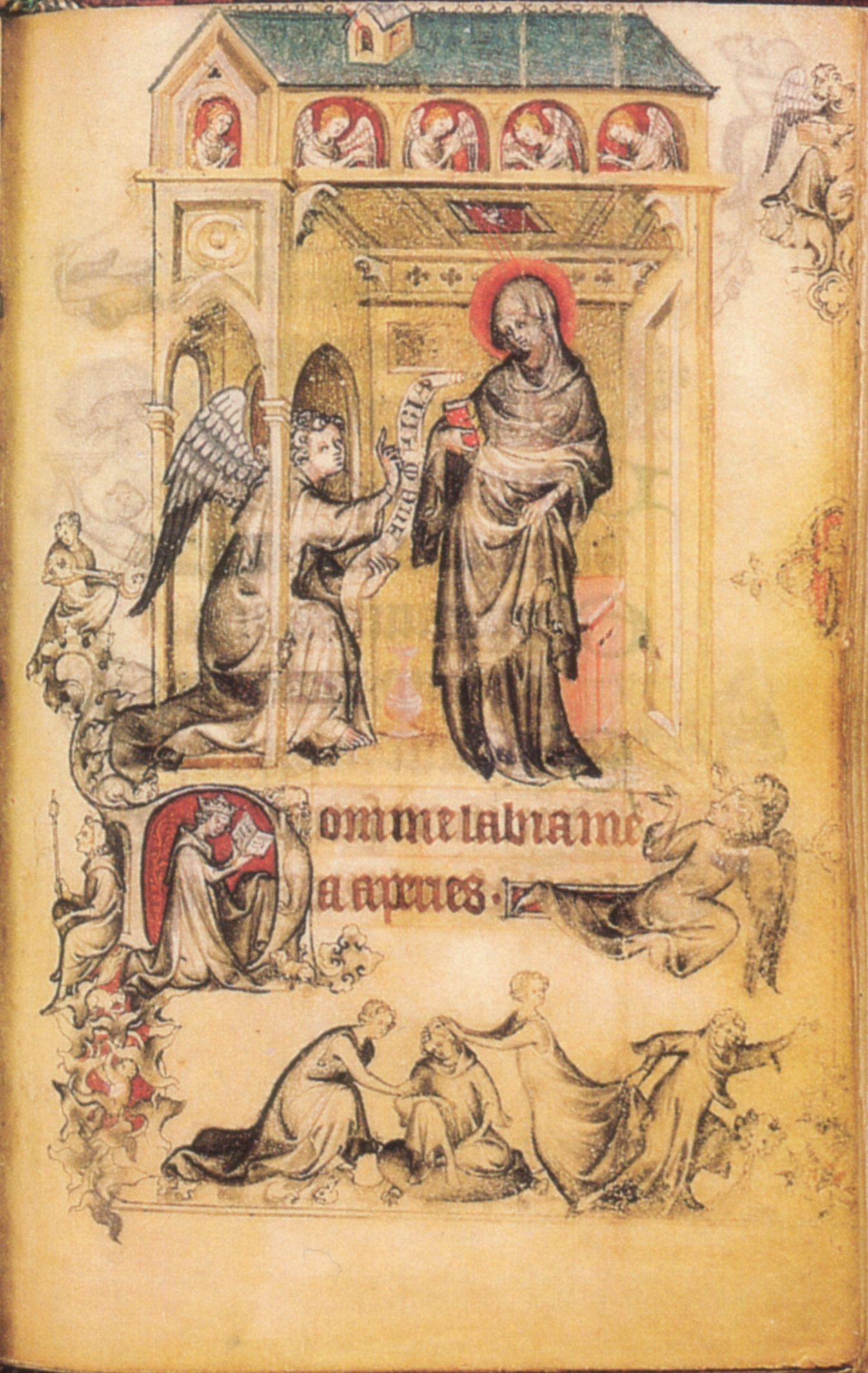
Jean Pucelle: Verkündigung aus Heures de Jeanne d’Evreux (1328)

Um die Höfe der Herzöge von Burgund in Dijon und Brügge und die Stadt Tournai entwickelte sich im 15. Jahrhundert eine eigene Malschule zwischen der Gotik und der Renaissance. Einige Kunsthistoriker vermuten die Wurzeln in der französisch-flämischen Buchmalerei, etwa bei Jean Pucelle oder den Brüdern von Limburg. Pucelles Illuminationen mit ihrer plastischen Körperlichkeit der Figuren und Darstellungen perspektivisch angelegter Innenräume lassen ihn als Wegbereiter der Altniederländischen Malerei erscheinen.

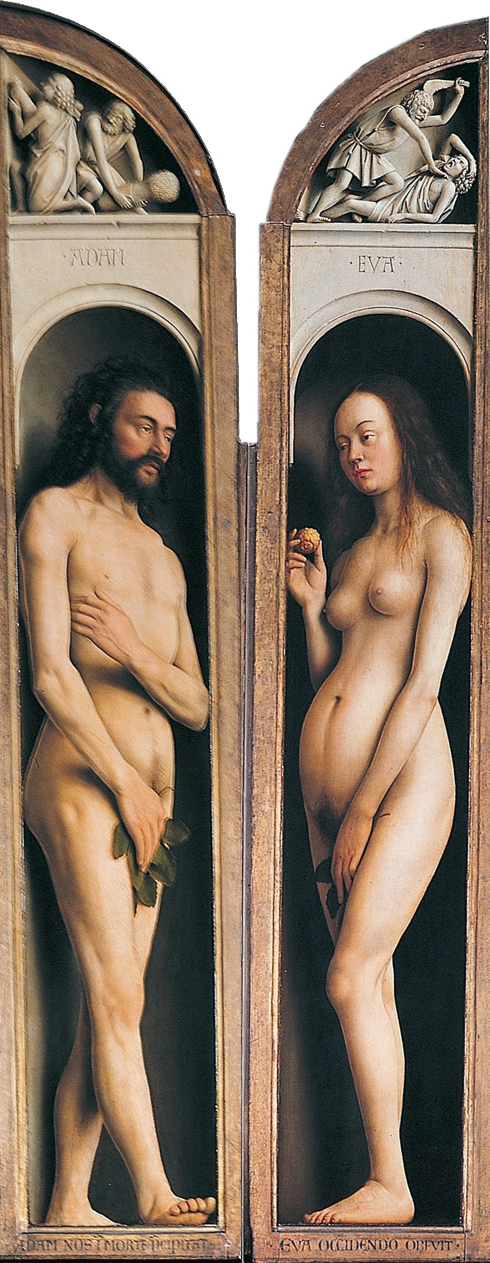
Jan van Eyck: Adam und Eva – Ausschnitte des 1432 vollendeten Genter Altars einander gegenübergestellt

Die altniederländischen Werke unterscheiden sich durch ihren oft nahezu fotografischen Realismus deutlich von ihren gotischen Vorgängern. Die Anregungen der italienischen Früh- und Hochrenaissance entwickelten sich in Verbindung mit den einheimischen Traditionen zu einer eigenständigen, völlig neuen Bildsprache. Ein wesentlicher Zug der niederländischen Naturbeobachtung ist die Darstellung der Landschaft. Zunächst wurden die mittelalterlichen Goldgründe durch realistische Landschaften als Bildhintergrund ersetzt, bevor die Landschaftsmalerei eine eigenständige künstlerische Gattung wurde.
Die genaue Naturbeobachtung erstreckte sich auch auf die Darstellung des menschlichen Körpers. Die Aktdarstellung von Adam und Eva auf dem Genter Altar von Jan van Eyck weisen eine seit der Antike nicht mehr erreichte Natürlichkeit auf. Sie unterscheidet sich wesentlich von den gleichzeitig in der italienischen Renaissance einsetzenden Aktdarstellungen, die viel mehr von wissenschaftlich-anatomischer Konstruktion geprägt waren, während Jan van Eyck die Oberfläche und die Bewegung des Körpers genau beobachtete und bis ins kleinste Detail darstellte.
Das unverwechselbar Neue in der altniederländischen Malerei war zum einen die detaillierte stoffliche Oberflächencharakterisierung und zum anderen eine Plastizität durch genau beobachtete und wirkungsvoll eingesetzte Lichteffekte. Dem neuen Stil lag zunächst einmal eine neue Technik zugrunde: die Ölmalerei.
Die niederländische und flämische Malerei orientierte sich vor van Eyck und Robert Campin an der internationalen Gotik, die meist als „Schöner“ oder „Weicher Stil“ bezeichnet wird. Auch die großen Meister konnten sich noch länger nicht ganz von diesem Einfluss lösen, die lang gestreckten Gestalten und der reiche Faltenwurf der Gewänder verweisen deutlich auf die älteren Traditionen. Allgemein wird der altniederländischen Malerei vor dem 15. Jahrhundert heute wenig Beachtung zuteil. Die Werke gelten meist als provinziell und zweitrangig.

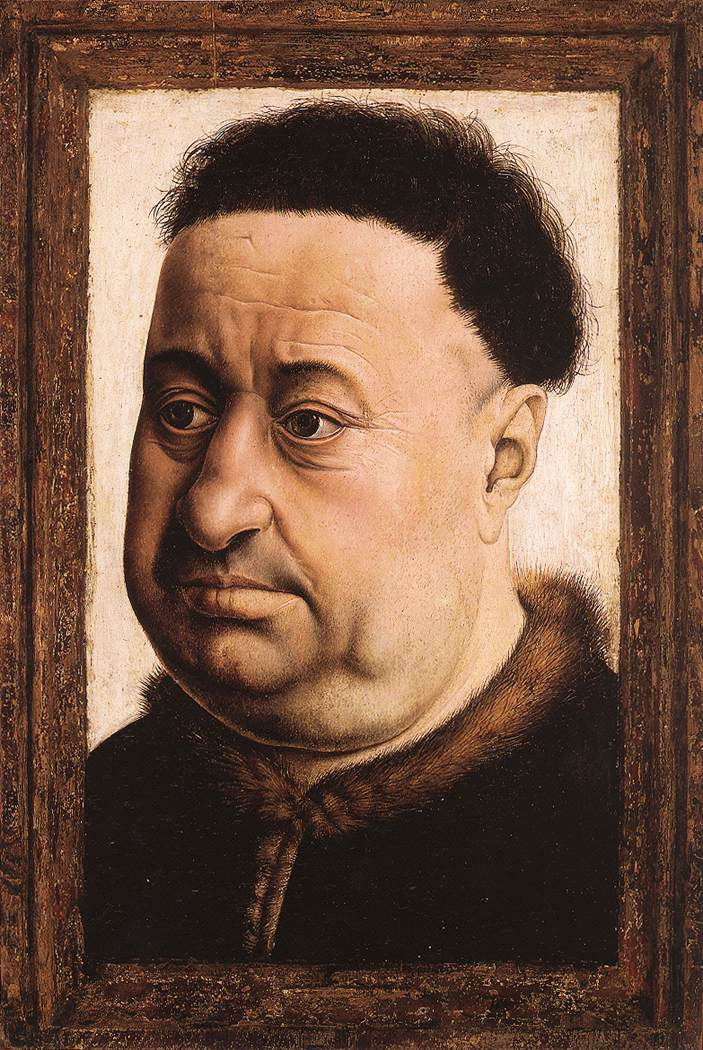
Robert Campin: Porträt eines fetten Mannes (um 1425)

In vielen kunstgeschichtlichen Publikationen wird die altniederländische Malerei erst ab dem meist mit Robert Campin gleichgesetzten Meister von Flémalle behandelt. Von ihm und seinen Mitarbeitern sowie von Hubert und Jan van Eyck werden die Anfänge der altniederländischen Malerei im engeren Sinne geprägt. Der 1432 vollendete Genter Altar der Brüder van Eyck gilt als ein Hauptwerk dieser Epoche. Schon die Zeitgenossen betrachteten die Kunstwerke Jan van Eycks und der anderen flämischen Meister als Ars nova, als etwas vollkommen Neues. Zeitlich entwickelte sich die altniederländische Malerei etwa gleichzeitig mit der Renaissance in Italien.
Mit dem Porträt wurde erstmals ein weltliches, individualisiertes Thema zu einem Hauptmotiv der Malerei. Das Genrebild und das Stillleben kamen dagegen erst im niederländischen Barock des 17. Jahrhunderts zum Durchbruch. Allerdings weist die Altniederländische Malerei durch ihre „Verbürgerlichung“ schon in die Neuzeit. Als Auftraggeber traten die reichen Patrizier und Handelsherren immer mehr neben den Adel und den Klerus. Die Gestalten wurden nicht mehr idealisiert dargestellt. Dem Betrachter treten echte Menschen mit ihren körperlichen Unzulänglichkeiten entgegen. Falten, Tränensäcke, alles wurde schonungslos naturalistisch wiedergegeben. Die Heiligen hatten ihren Platz nicht mehr nur in den Gotteshäusern, sie hielten ihren Einzug auch in die Wohnstuben der Bürger.

## Die Künstler

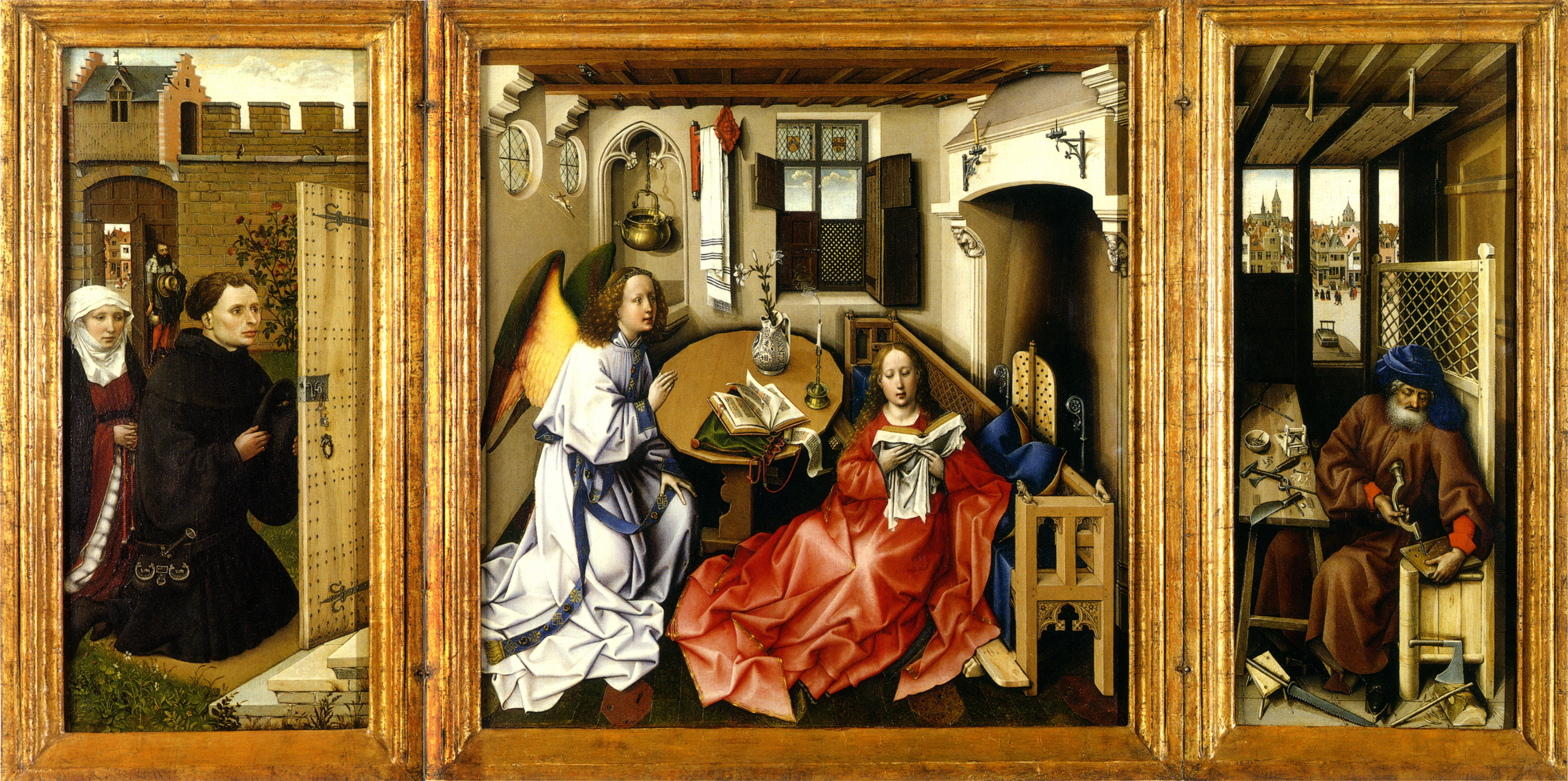
Robert Campin und Mitarbeiter: Mérode-Altar (um 1430)

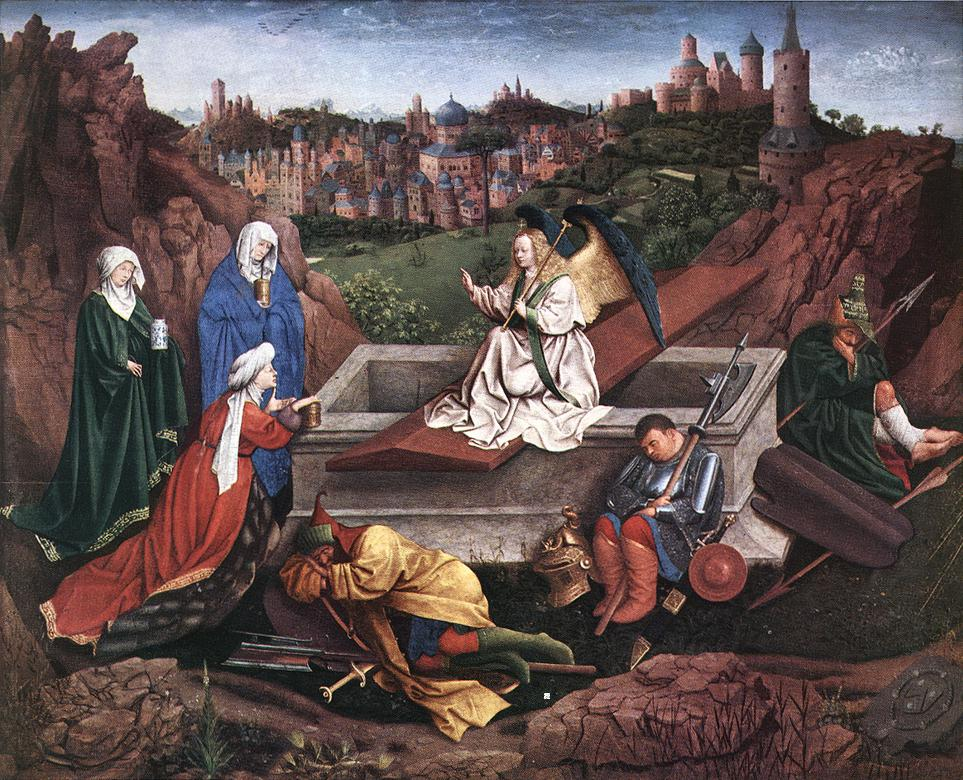
Hubert van Eyck zugeschrieben: Drei Frauen am Grabe (etwa zwischen 1425 und 1435)

Als einer der frühesten Vertreter der neuen Kunstauffassung gilt neben Hubert und Jan van Eyck der Meister von Flémalle, der heute meist mit Robert Campin identifiziert wird. Ein Hauptwerk von Campin und seiner Werkstatt ist das Mérode-Triptychon (um 1430), das heute im Metropolitan Museum in New York zu sehen ist.
Die tatsächliche Existenz von Jan van Eycks Bruder Hubert ist seit langem umstritten. Neuere Forschungen kamen zum Ergebnis, dass der – nur in wenigen Quellen erwähnte – Hubert nur ein unbedeutender Genter Maler gewesen sei, der in keinerlei verwandtschaftlicher oder sonstiger Beziehung zu Jan stand. Aufgrund neuester Erkenntnisse im Zuge der seit 2012 andauernden Restaurierung des Genter Altars wird im Gegensatz dazu von einigen Kunstwissenschaftlern der Standpunkt vertreten, es gebe keinen Anlass, die Authentizität der auf der Erstfassung der Rahmen des Genter Altars angebrachten Inschrift und damit die Mitwirkung und Existenz Hubert van Eycks zu bezweifeln.

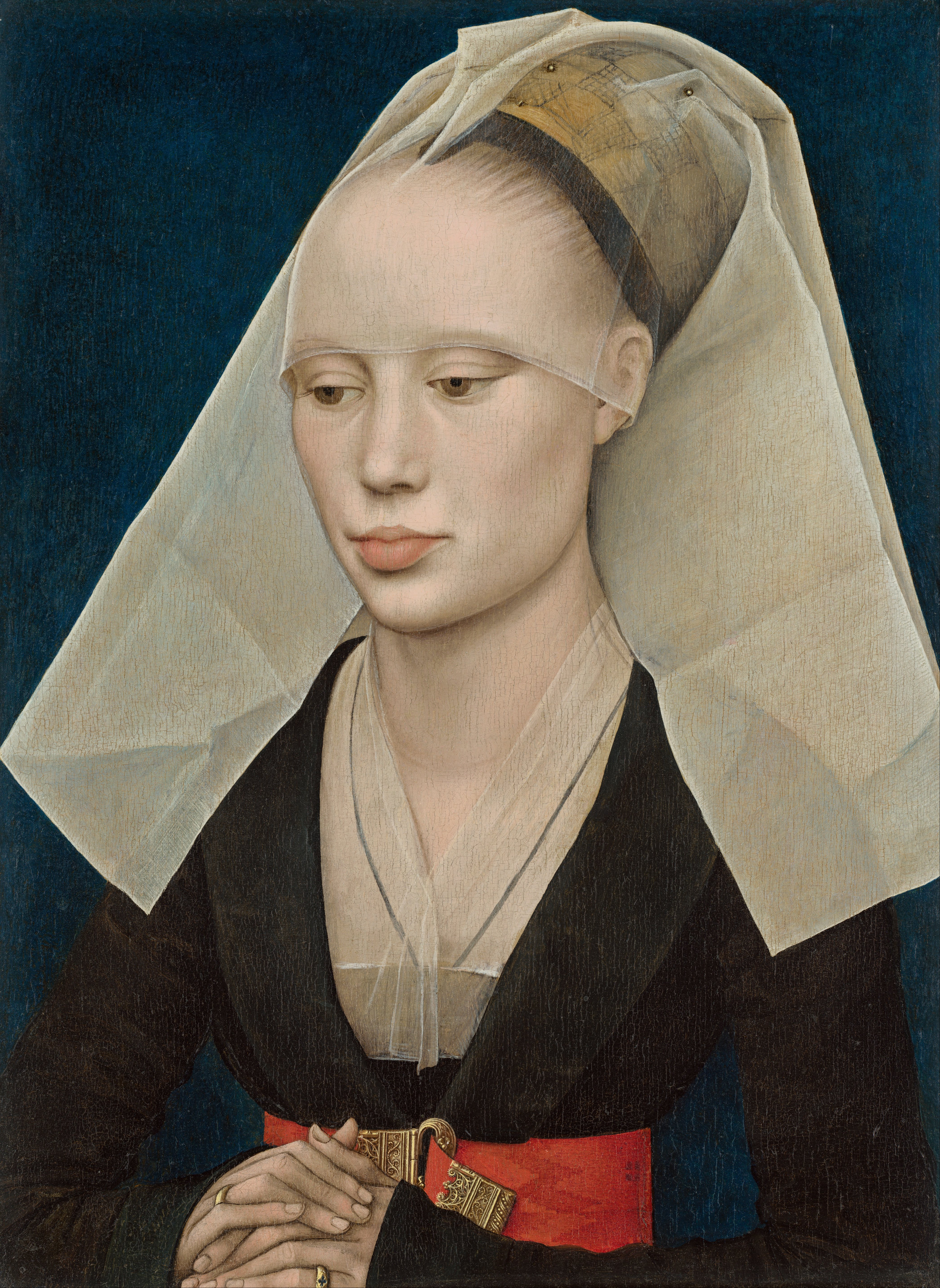
Rogier van der Weyden: Porträt einer Dame (um 1460)

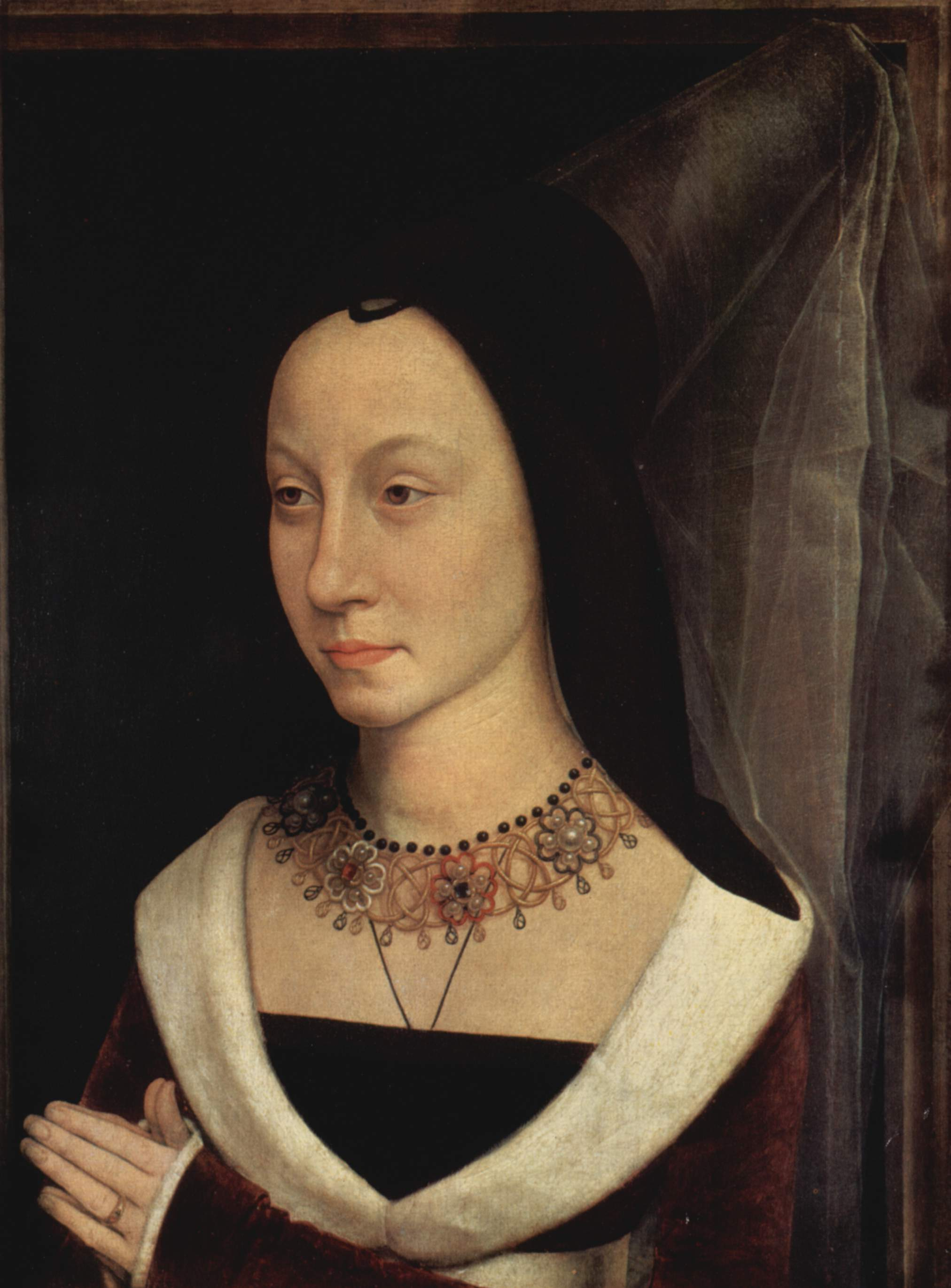
Hans Memling: Porträt der Maria Maddalena Portinari (etwa 1470–1480)

Als Schüler Campins ist Rogier van der Weyden anzusehen, dessen Mitarbeit am Mérode-Triptychon wahrscheinlich ist. Dieser beeinflusste wiederum Dieric Bouts und Hans Memling. Zeitgenosse Memlings war Hugo van der Goes, der erstmals 1465 urkundlich wurde.
Neben den Großmeistern der altniederländischen Malerei sind noch Petrus Christus, Justus van Gent, Aelbert van Ouwater, Colijn de Coter, Aelbert Bouts, Geertgen tot Sint Jans, der Meister der Virgo inter Virgines, Gerard David, Goossen van der Weyden und Quentin Massys sowie deren Werkstätten anzuführen. Hieronymus Bosch vertritt innerhalb dieser Gruppe eine eigene Position. Sein Werk gibt bis heute Anlass für zahlreiche Spekulationen.
Heute ist nur noch ein Bruchteil der Werke der altniederländischen Künstler erhalten. Zahllose Gemälde und Zeichnungen fielen den Bilderstürmen in den Wirren der Reformation und den vielen Kriegen zum Opfer. Viele altniederländische Gemälde weisen zudem starke Schäden auf und müssen aufwändig restauriert werden. Einige Hauptwerke sind nur durch – handwerklich und künstlerisch häufig hochwertige – Kopien überliefert, die Mehrzahl allerdings ist für immer verloren.
Die Werke der frühen Niederländer und Flamen werden heute in den großen internationalen Kunstmuseen ausgestellt. Einige Altäre und Gemälde befinden sich jedoch auch noch an ihren alten Standorten in Kirchen, Kathedralen und Schlössern wie der berühmte Genter Altar in der St.-Bavo-Kathedrale in Gent. Aus Sicherheitsgründen ist er allerdings heute nur durch dicke Panzerglasscheiben zu studieren.

## Auswirkungen

### Italien

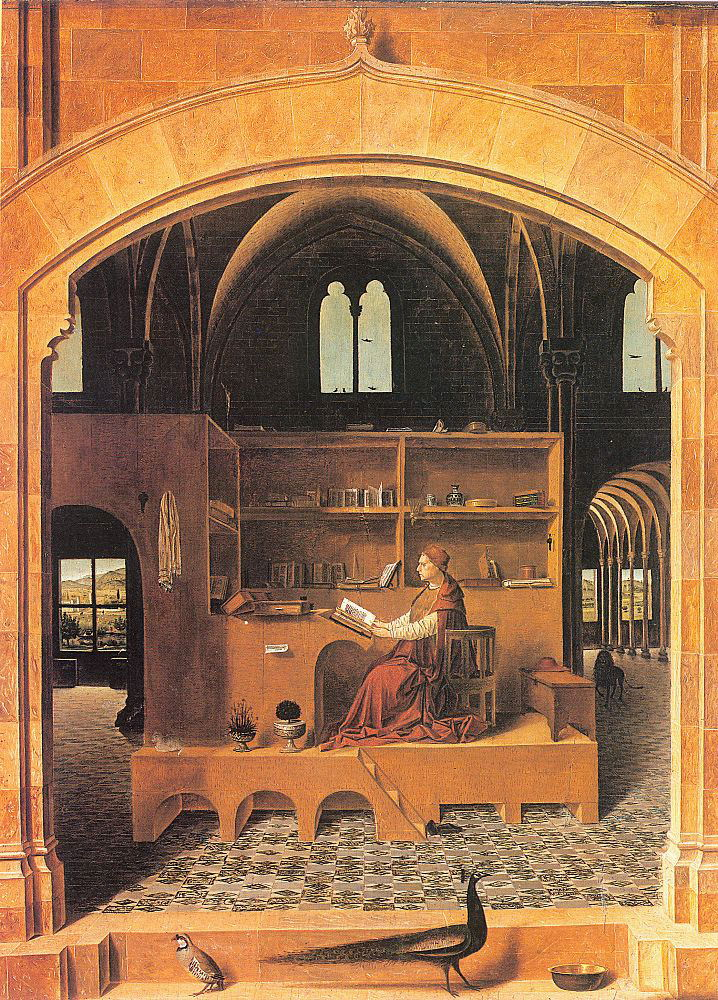
Antonello da Messina: Der heilige Hieronymus im Gehäuse (etwa 1475)

Besonders das Werk Jan van Eycks erregte in Italien, dem Ursprungsland der Renaissance, größtes Aufsehen. Der Humanist Bartolomeo Facio rühmte den Meister einige Jahre nach dessen Tod gar als „Malerfürsten unseres Jahrhunderts“.
Während sich die italienischen Maler komplizierter mathematischer und geometrischer Hilfsmittel (Fluchtliniensysteme u. a.) bedienten, gelang es dem Flamen scheinbar mühelos, die „Wirklichkeit“ korrekt wiederzugeben. Das Bildgeschehen spielte sich nicht mehr nach gotischer Art gleichsam auf einer Bühne ab. Die Räume sind perspektivisch richtig wiedergegeben, die Landschaften nicht mehr kulissenhaft schematisiert. Weite, äußerst detailliert ausgeführte Hintergründe lenken den Blick in die Unendlichkeit. Auch Gewänder, Möbel und Ausstattungsstücke wurden oft nahezu fotorealistisch dargestellt.
Die maniera Fiamminga übte einen ungeheuren Einfluss auf die Kunst des italienischen Quattrocento aus. Antonello da Messina galt deshalb lange sogar als direkter Schüler Jan van Eycks. Italienische Sammler bestellten zahlreiche Bilder bei den nördlichen Meistern, Mäzene ermöglichten jungen Künstlern die Ausbildung in flämischen Werkstätten.
Van Eyck galt lange als der „Erfinder“ der Ölmalerei. Tatsächlich sind seine Gemälde jedoch in einer Mischtechnik ausgeführt, die traditionelle Temperamalerei wurde durch Elemente der Öltechnik ergänzt. Der Meister verwendete teilweise Terpentinöle (Weißlack) als Bindemittel. Die Farbe trocknet so wesentlich schneller und behält ihre intensive Leuchtkraft. Diese Neuerungen wurden rasch von anderen Künstlern in ganz Europa aufgegriffen.
Neben der ungewöhnlichen Leuchtkraft der Farben beeindruckte die Italiener besonders die „innige Frömmigkeit“ der Flamen. Die eigene Malerei war eher vom Humanismus geprägt, der nördlichen Kunst gelang die Verbindung des Naturalismus mit einer tiefen Religiosität.

### Deutschsprachiger Raum

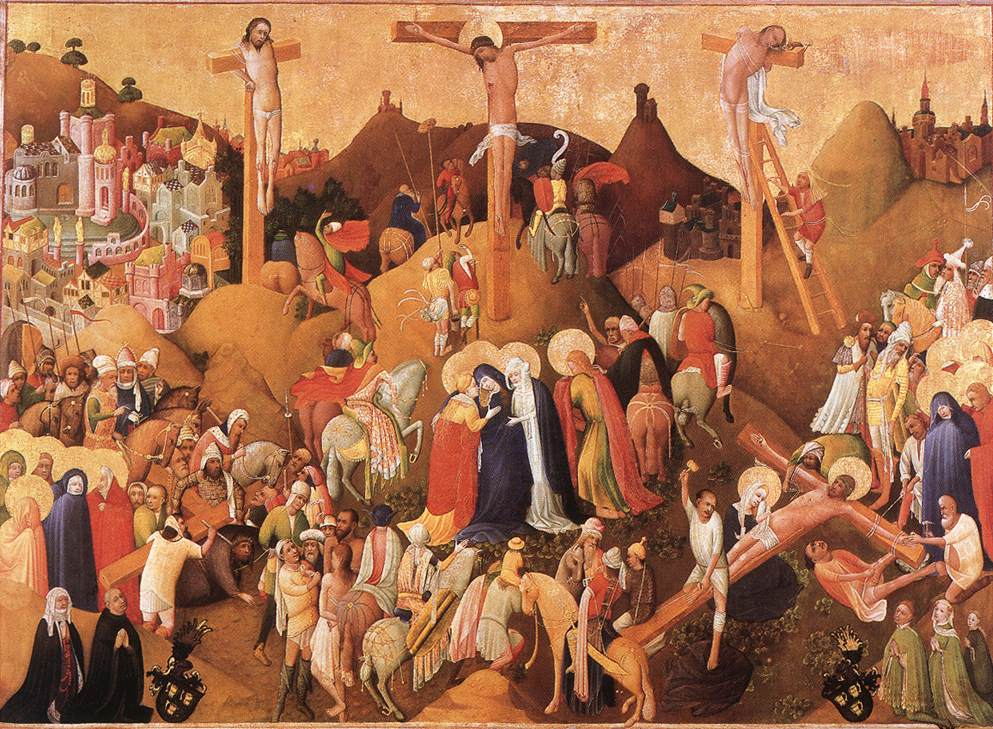
Kalvarienberg der Familie Wasservass (um 1420–1430)

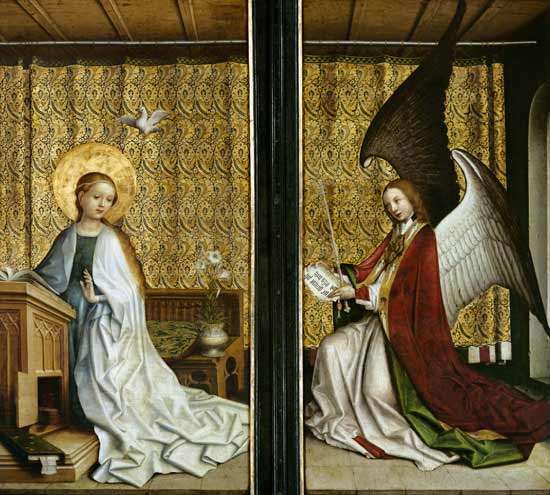
Stefan Lochner:
Verkündigung Mariä (um 1440)

Auch die benachbarten deutschen Regionen wurde selbstverständlich von der neuen Kunstauffassung beherrscht, die neben den italienischen Schulen die abendländische Kunst für nahezu zwei Jahrhunderte prägen sollte. Giorgio Vasari zählte sogar Albrecht Dürer und dessen Vorgänger Martin Schongauer zu den Flamen. In der Tat wäre das Werk dieser beiden Künstler ohne diese Anregungen undenkbar.
Dürer war bei Michael Wohlgemut in die Lehre gegangen, der als Schüler Hans Pleydenwurffs stark von der niederländischen Malweise geprägt war. 1520/21 hatte der große Nürnberger während seiner „Niederländischen Reise“ Gelegenheit, die flämische Kunst in ihrem Ursprungsland zu studieren.
Als eines der frühesten deutschen Gemälde „flämischer“ Art gilt der Kalvarienberg der Familie Wasservass (um 1420–1430, Köln, Wallraf-Richartz-Museum). Noch deutlicher wird der burgundisch-flämische Einfluss bei Stefan Lochner. Durch die räumliche Nähe wurde die Malerei in Köln und am Niederrhein in besonderem Maße von der niederländischen Kunst geprägt. Der Kölner Patrizier Goddert von dem Wasservass bestellte um 1455 bei Rogier van der Weyden den Columba- oder Dreikönigsaltar (heute München, Alte Pinakothek) für seine Familienkapelle.

### Spanien

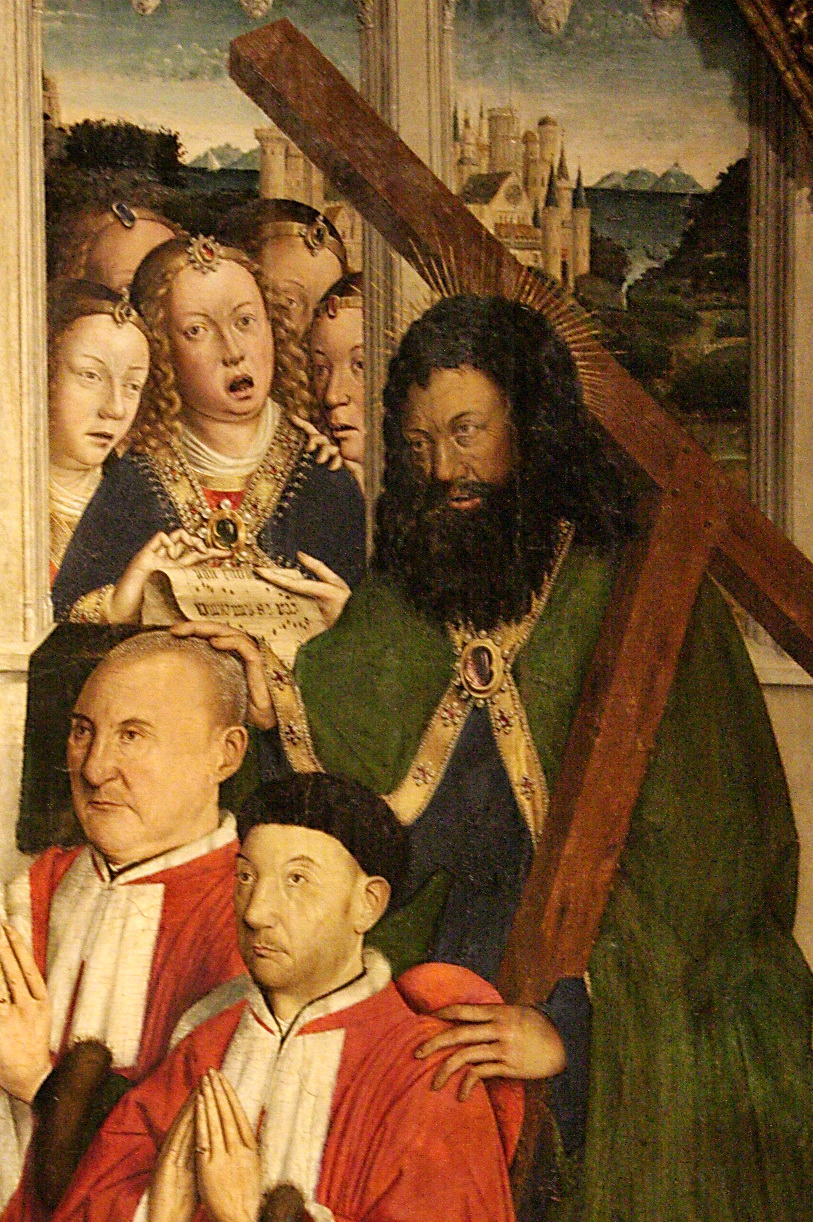
Lluís Dalmau: Detail aus Thronende Madonna (1445)

Die ersten Einflüsse der nördlichen Malweise in Spanien werden im Königreich Aragon sichtbar, zu dem auch Valencia, Katalonien und die Balearen gehörten. König Alfonso V. sandte seinen Hofmaler Lluís Dalmau bereits 1431 nach Flandern. 1439 verlegte der Brügger Maler Luís Alimbrot (Lodewijk Allyncbrood) seine Werkstatt nach Valencia. Jan van Eyck dürfte die Stadt bereits 1427 als Angehöriger einer burgundischen Delegation besucht haben.
Valencia, damals eines der wichtigsten Zentren der mediterranen Welt, zog Künstler aus allen Teilen Europas an. Neben die traditionellen Malschulen des „Internationalen Stils“ traten flämisch beeinflusste Werkstätten und italienische Anregungen.
Es entwickelte sich eine „hispano-flämische“ Kunstrichtung, als deren Hauptmeister Bartolomé Bermejo, Jaume Huguet und Rodrigo de Osona gelten.
Auch im Königreich Kastilien werden die nördlichen Einflüsse bereits früh deutlich. Die einheimischen Meister verwendeten jedoch statt der üblichen Eichenbretter Pinienholz als Maluntergrund und bevorzugten weiterhin die Tempera als Malmaterial. Auffällig ist die „verschwenderische“ Verwendung von Blattgold und Goldpulver in der Malerei Kastiliens und Aragons. Weitere Besonderheiten sind die reiche Ornamentik und die oft riesigen Ausmaße spanischer Flügelaltäre.
Die kastilischen Könige besaßen einige bedeutende Werke Rogier van der Weydens, Hans Memlings und Jan van Eycks.

### Portugal

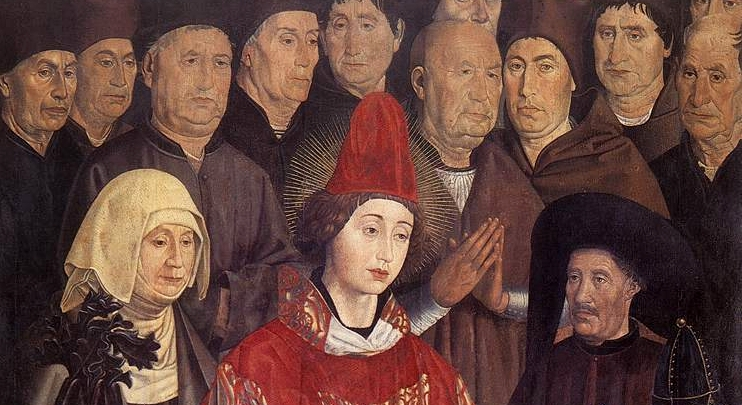
Nuno Gonçalves: Detail aus dem St.-Vincent-Altar (etwa 1460)

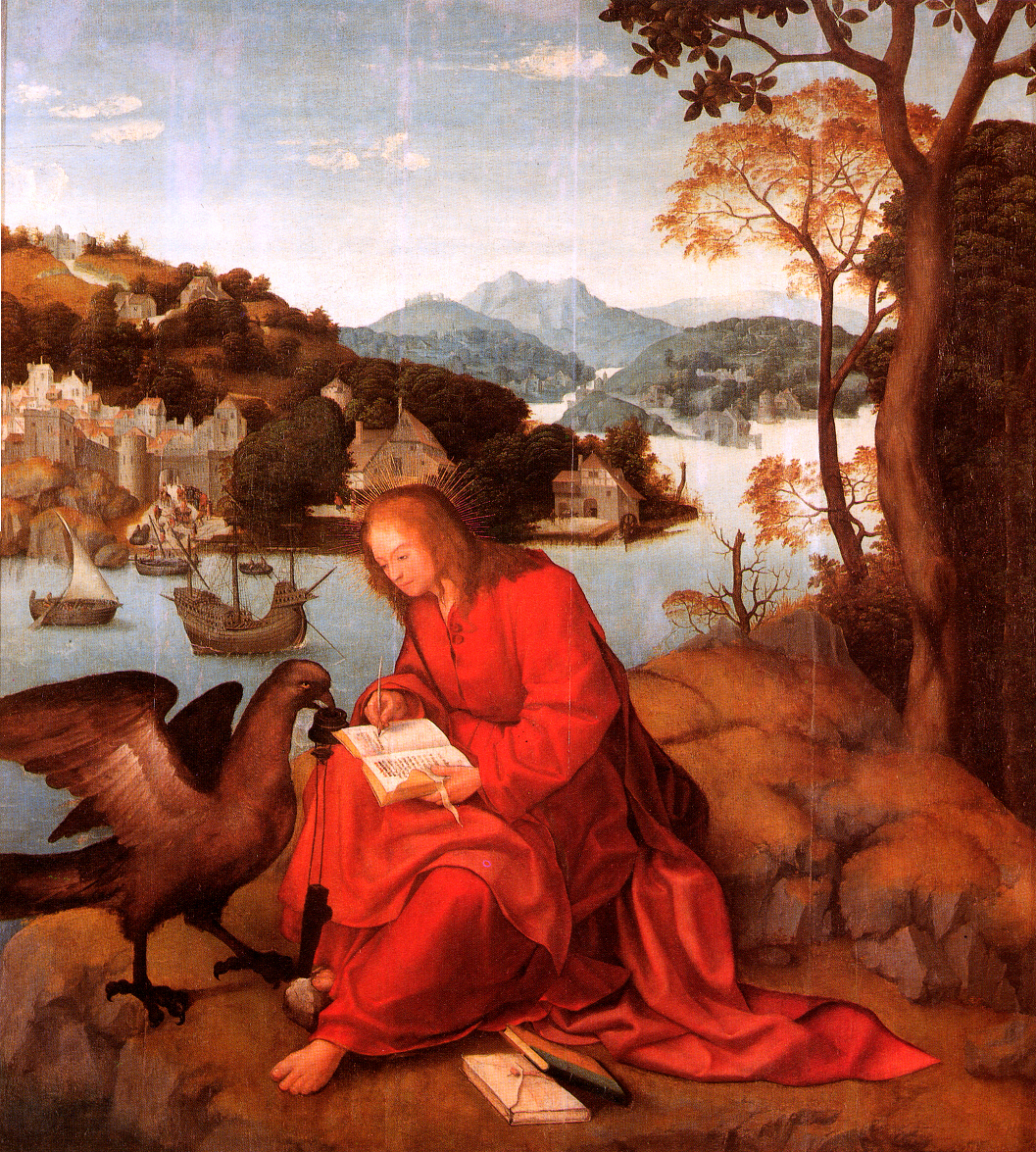
Meister von Lourinhã: Johannes der Evangelist auf Patmos

Eine eigenständige portugiesische Malschule entstand in der zweiten Hälfte des 15. Jahrhunderts in der Lissaboner Werkstatt des Hofmalers Nuno Gonçalves. Die Kunst dieses Meisters erscheint völlig isoliert, sie hatte in Portugal weder Vorläufer noch Nachfolger. Flämische Einflüsse auf Gonçalves werden besonders beim Polyptychon des hl. Vincenz (Lissabon, Museu Nacional de Arte Antiga) deutlich.
Die Malerei des „goldenen manuelinischen Zeitalters“ im frühen 16. Jahrhundert wurde hauptsächlich von der flämisch-niederländischen Kunst geprägt. Der Flame Francisco Henriques wirkte in Lissabon und Évora. Ebenfalls aus dem Norden stammte Frei Carlos, ein Hieronymitenmönch aus einem Kloster in der Nähe von Évora. Als ein bedeutendes Beispiel der durch die Altniederländische Malerei beeinflussten portugiesischen Maler gilt der Meister von Lourinhã.

### Gesamtdarstellungen
- Birgit Franke, Barbara Welzel (Hrsg.): Die Kunst der burgundischen Niederlande. Eine Einführung. Berlin 1997. ISBN 3-496-01170-X
- Max Jakob Friedländer: Altniederländische Malerei. 14 Bde. Berlin 1924–1937.
- Erwin Panofsky: Early Netherlandish Painting. 2 Bde. Cambridge (Mass.) 1953.
  - deutsch Die altniederländische Malerei. Ihr Ursprung und Wesen. Übersetzt und hrsg. von Jochen Sander und Stephan Kemperdick. Köln 2001. ISBN 3-7701-3857-0

### Einzelaspekte
- Till-Holger Borchert (Hrsg.): Van Eyck bis Dürer. Altniederländische Meister und die Malerei in Mitteleuropa. Brügge 2010.
- Hans Belting, Christiane Kruse: Die Erfindung des Gemäldes: Das erste Jahrhundert der niederländischen Malerei. München 1994.
- Till-Holger Borchert (Hrsg.): Jan van Eyck und seine Zeit. Flämische Meister und der Süden 1430–1530. Ausstellungskatalog Brügge, Stuttgart 2002. Darmstadt 2002.
- Bodo Brinkmann: Die flämische Buchmalerei am Ende des Burgunderreichs. Der Meister des Dresdner Gebetbuchs und die Miniaturisten seiner Zeit. Turnhout 1997. ISBN 2-503-50565-1
- Wolfgang Kermer: Studien zum Diptychon in der sakralen Malerei: von den Anfängen bis zur Mitte des sechzehnten Jahrhunderts. Mit einem Katalog. Düsseldorf 1967 (Phil. Diss. Tübingen 1966).
- Otto Pächt: Van Eyck, die Begründer der altniederländischen Malerei. München 1989. ISBN 3-7913-1389-4
- Otto Pächt: Altniederländische Malerei. Von Rogier van der Weyden bis Gerard David. Hrsg. von Monika Rosenauer. München 1994. ISBN 3-7913-1389-4
- Hans-Joachim Raupp: Haushalt und Familie in der deutschen und niederländischen Kunst des 15. und frühen 16. Jahrhundert. In: Trude Ehlert (Hrsg.): Haushalt und Familie in Mittelalter und früher Neuzeit. Vorträge eines interdisziplinären Symposions vom 6.–9. Juni 1990 an der Rheinischen Friedrich-Wilhelms-Universität Bonn. Mit einem Register von Ralf Nelles. Thorbecke, Sigmaringen 1991, ISBN 3-7995-4156-X, S. 245–268.
- Jochen Sander, Stephan Kemperdick: Der Meister von Flémalle und Rogier van der Weyden: Die Geburt der neuzeitlichen Malerei: Eine Ausstellung des Städel Museums, Frankfurt am Main und der Gemäldegalerie der Staatlichen Museen zu Berlin, Ostfildern: Hatje Cantz Verlag, 2008
- Norbert Wolf: Trecento und Altniederländische Malerei. Kunst-Epochen, Bd. 5 (Reclams Universal-Bibliothek 18172). ISBN 3-15-018172-0